# Морімус
Морі́мус (лат. Morimus Brullé, 1832) — рід жуків з родини вусачів. В Україні розповсюджено два види:
- Морімус блакитний (Morimus funereus Mulsant, 1863)
- Морімус справжній (Morimus asper verecundus Faldermann, 1836)